# Chiêm tinh Trung Quốc
Chiêm tinh Trung Quốc dựa trên thiên văn học Trung Quốc và lịch Trung Quốc. Chiêm tinh Trung Quốc phát triển mạnh mẽ trong thời kỳ nhà Hán (thế kỷ 2 TCN đến thế kỷ 2 CN).
Chiêm tinh Trung Quốc có mối liên hệ chặt chẽ với triết học Trung Quốc (lý thuyết ba hoà: thiên, địa và nhân), và sử dụng nguyên tắc âm dương cũng như các khái niệm không có trong chiêm tinh phương Tây, chẳng hạn như ngũ hành (năm hành), mười Cánh Thiên, mười hai Chi Nhánh, lịch âm dương (lịch mặt trăng và lịch mặt trời), và tính toán thời gian sau năm, tháng, ngày và shichen (時辰, giờ đôi).

## Lịch sử và nền tảng
Chiêm tinh Trung Quốc được phát triển trong thời kỳ nhà Zhou (1046–256 TCN) và phát triển mạnh mẽ trong thời kỳ nhà Hán (thế kỷ 2 TCN đến thế kỷ 2 CN). Trong thời kỳ Hán, các yếu tố quen thuộc của văn hóa Trung Quốc truyền thống - triết lý âm dương, lý thuyết về năm yếu tố, các khái niệm về thiên địa và đạo đức Nho giáo - đã được kết hợp lại để hình thành các nguyên lý triết học của y học Trung Quốc và bói toán, chiêm tinh và giả kim thuật.
Năm hành hành tinh cổ điển được liên kết với ngũ hành:
- Sao Kim - Kim (Hổ Trắng)
- Sao Mộc - Mộc (Long Lân)
- Sao Thủy - Thủy (Rùa Đen)
- Sao Hỏa - Hoả (Phượng Hoàng) (có thể liên kết với phượng hoàng, cũng là một biểu tượng hoàng gia cùng với Con Rồng)
- Sao Thổ - Thổ (Rồng Vàng)

Theo chiêm tinh Trung Quốc, định mệnh của một người có thể được xác định bằng vị trí của các hành tinh chính tại thời điểm sinh của người đó cùng với vị trí của mặt trời, mặt trăng, sao chổi, thời gian sinh của người đó và cung hoàng đạo. Hệ thống mười hai năm của các con giáp được xây dựng dựa trên quan sát quỹ đạo của Sao Mộc (Sao Năm; giản thể: 岁星; phồn thể: 歳星; bính âm: Suìxīng). Theo quỹ đạo của Sao Mộc quanh mặt trời, các nhà thiên văn Trung Quốc chia hình cung trên bầu trời thành 12 phần và làm tròn thành 12 năm (so với 11,86 năm). Sao Mộc liên kết với chòm sao Sheti (摄提; 攝提 - Boötes) và đôi khi được gọi là Sheti.
Hệ thống tính toán vận mệnh và định mệnh của một người dựa trên ngày sinh, mùa sinh và giờ sinh, được biết đến là tử vi đầu số (紫微斗数; 紫微斗數; zǐwēidǒushù), hay Chiêm tinh Sao Tử Vi, vẫn được sử dụng thường xuyên trong chiêm tinh Trung Quốc hiện đại để xem trước vận may của một người. 28 chòm sao Trung Quốc, Tú (宿; xiù), khá khác biệt so với các chòm sao phương Tây. Ví dụ, Đại Xử (Ursa Major) được biết đến như Đẩu (斗; dǒu); dải đai của chòm sao Thiên Lang được biết đến như Tham (参; 參; shēn), hoặc ba vị thần nửa thần nửa người của hạnh phúc, tài lộc và sự trường thọ. Bảy chòm sao phía bắc được gọi là Tuyền Ngưu (玄武; xuánwǔ). Tuyền Ngưu cũng được biết đến như linh hồn của bầu trời phía bắc hoặc linh hồn của nước trong niềm tin Đạo giáo phái Đạo.
Ngoài việc đọc vận mệnh dựa trên các thiên thể, các ngôi sao trên bầu trời còn là nền tảng của nhiều cổ tích. Ví dụ, Tam Giác Mùa Hè là ba ngôi sao gồm chàng chăn bò (Deneb Kaitos), tiên nữ thợ dệt (Vega), và tiên tai bái (Altair). Hai người yêu bị chia cách bởi sông bạc (Ngân Hà). Mỗi năm vào ngày thứ bảy của tháng thứ bảy trong lịch Trung Quốc, các con chim hình thành một cây cầu qua Ngân Hà. Chàng chăn bò đưa hai ngôi sao con trai của họ (hai ngôi sao ở hai bên của Altair) qua cây cầu để hàn gắn với mẹ tiên. Tiên tai bái là người hướng dẫn của hai người yêu bất tử này.

## Lịch âm dương
Chu kỳ 60 năm bao gồm hai chu kỳ riêng biệt tương tác với nhau. Chu kỳ đầu tiên là chu kỳ của mười Cánh Thiên, gồm ngũ hành (theo thứ tự Kim, Hoả, Thổ, Thủy, và Mộc) trong hình thái âm dương của chúng.
Chu kỳ thứ hai là chu kỳ của mười hai con giáp (生肖 shēngxiào) hoặc Chi Nhánh. Chúng theo thứ tự như sau: Chuột, Bò, Hổ, Thỏ, Rồng, Rắn, Ngựa, Dê, Khỉ, Gà, Chó, và Lợn. Ở Việt Nam, Thỏ được thay thế bằng mèo.
Sự kết hợp này tạo ra chu kỳ 60 năm vì đó là số năm ít nhất (bội số chung nhỏ nhất) để chuyển từ Chuột Mộc Dương đến chu kỳ tiếp theo, luôn bắt đầu bằng Chuột Mộc Dương và kết thúc với Lợn Thủy Âm. Vì chu kỳ con giáp 12 chia hết cho hai, mỗi con giáp chỉ có thể xuất hiện dưới hình thái âm hoặc dương: Rồng luôn là dương, Rắn luôn là âm, và cứ như vậy. Chu kỳ hiện tại bắt đầu từ năm 1984 (như được hiển thị trong "Bảng lịch 60 năm" bên dưới).
Khi cố gắng xuyên qua lịch âm dương, một quy tắc dễ dàng để làm theo là các năm kết thúc bằng số chẵn là dương, còn các năm kết thúc bằng số lẻ là âm. Chu kỳ tiến triển như sau:
- Nếu năm kết thúc bằng 0, đó là Kim Dương.
- Nếu năm kết thúc bằng 1, đó là Kim Âm.
- Nếu năm kết thúc bằng 2, đó là Thủy Dương.
- Nếu năm kết thúc bằng 3, đó là Thủy Âm.
- Nếu năm kết thúc bằng 4, đó là Mộc Dương.
- Nếu năm kết thúc bằng 5, đó là Mộc Âm.
- Nếu năm kết thúc bằng 6, đó là Hoả Dương.
- Nếu năm kết thúc bằng 7, đó là Hoả Âm.
- Nếu năm kết thúc bằng 8, đó là Thổ Dương.
- Nếu năm kết thúc bằng 9, đó là Thổ Âm.

Tuy nhiên, vì con giáp Trung Quốc (theo lịch âm dương lịch Trung Quốc) tuân theo lịch lịch Trung Quốc, ngày chuyển đổi là Tết Nguyên đán, chứ không phải ngày 1 tháng 1 như trong lịch lịch Gregory. Do đó, một người sinh vào tháng 1 hoặc đầu tháng 2 có thể có con giáp của năm trước. Ví dụ, nếu một người sinh vào tháng 1 năm 1970, yếu tố của anh ta hoặc cô ta vẫn là Thổ Âm, chứ không phải Kim Dương. Tương tự, mặc dù năm 1990 được gọi là năm của Mã, nhưng bất kỳ ai sinh từ ngày 1 tháng 1 đến ngày 26 tháng 1 năm 1990, thực sự đã sinh vào năm Con Rắn (con giáp của năm trước), vì năm Mã 1990 không bắt đầu cho đến ngày 27 tháng 1 năm 1990. Vì lý do này, nhiều công cụ tính con giáp trực tuyến (và thảm bàn ở các nhà hàng Trung Quốc) có thể cho người ta con giáp sai nếu anh ta hoặc cô ta sinh vào tháng 1 hoặc đầu tháng 2.
Sự khai mạc của một con giáp mới cũng được kỷ niệm vào dịp Tết Nguyên đán cùng với nhiều phong tục khác.

### Bảng lịch 60 năm
Bảng dưới đây cho thấy chu kỳ 60 năm khớp với lịch phương Tây cho các năm từ 1924 đến 2043 (xem bài về chu kỳ 60 năm cho các năm từ 1924 đến 1983). Điều này chỉ áp dụng cho lịch Trung Quốc Âm lịch. Chu kỳ chu kỳ 60 năm bắt đầu vào ngày lichun. Mỗi năm âm lịch Trung Quốc được liên kết với một sự kết hợp của mười Cánh Thiên (tiếng Trung: 天干; bính âm: tiāngān) và mười hai Chi Nhánh (tiếng Trung: 地支; bính âm: dìzhī) tạo thành 60 Cánh-Chi (tiếng Trung: 干支; bính âm: gānzhī) trong chu kỳ 60 năm. 
|           | Năm                               | Yếu tố Liên kết | Cánh Thiên (Thành Thiên) | Chi Nhánh (Địa Chi) | Cánh-Chi (干支) theo Pinyin | Con giáp Liên kết | Năm                               |
| 1924–1983 | 1984–2043                         | Yếu tố Liên kết | Cánh Thiên (Thành Thiên) | Chi Nhánh (Địa Chi) | Cánh-Chi (干支) theo Pinyin | Con giáp Liên kết |                                   |
| --------- | --------------------------------- | --------------- | ------------------------ | ------------------- | --------------------------- | ----------------- | --------------------------------- |
| 1         | 05 tháng 02 1924–23 tháng 01 1925 | Mộc Dương       | 甲                       | 子                  | jiǎ-zǐ                      | Chuột             | 02 tháng 02 1984–21 tháng 01 1985 |
| 2         | 24 tháng 01 1925–12 tháng 02 1926 | Mộc Âm          | 乙                       | 丑                  | yǐ-chǒu                     | Trâu              | 22 tháng 01 1985–08 tháng 02 1986 |
| 3         | 13 tháng 02 1926–01 tháng 02 1927 | Hoả Dương       | 丙                       | 寅                  | bǐng-yín                    | Hổ                | 09 tháng 02 1986–28 tháng 01 1987 |
| 4         | 02 tháng 02 1927–22 tháng 01 1928 | Hoả Âm          | 丁                       | 卯                  | dīng-mǎo                    | Thỏ               | 29 tháng 01 1987–16 tháng 02 1988 |
| 5         | 23 tháng 01 1928–09 tháng 02 1929 | Thổ Dương       | 戊                       | 辰                  | wù-chén                     | Rồng              | 17 tháng 02 1988–05 tháng 02 1989 |
| 6         | 10 tháng 02 1929–29 tháng 01 1930 | Thổ Âm          | 己                       | 巳                  | jǐ-sì                       | Rắn               | 06 tháng 02 1989–26 tháng 01 1990 |
| 7         | 30 tháng 01 1930–16 tháng 02 1931 | Kim Dương       | 庚                       | 午                  | gēng-wǔ                     | Ngựa              | 27 tháng 01 1990–14 tháng 02 1991 |
| 8         | 17 tháng 02 1931–05 tháng 02 1932 | Kim Âm          | 辛                       | 未                  | xīn-wèi                     | Dê                | 15 tháng 02 1991–03 tháng 02 1992 |
| 9         | 06 tháng 02 1932–25 tháng 01 1933 | Thuỷ Dương      | 壬                       | 申                  | rén-shēn                    | Khỉ               | 04 tháng 02 1992–22 tháng 01 1993 |
| 10        | 26 tháng 01 1933–13 tháng 02 1934 | Thuỷ Âm         | 癸                       | 酉                  | guǐ-yǒu                     | Gà                | 23 tháng 01 1993–09 tháng 02 1994 |
| 11        | 14 tháng 02 1934–03 tháng 02 1935 | Mộc Dương       | 甲                       | 戌                  | jiǎ-xū                      | Chó               | 10 tháng 02 1994–30 tháng 01 1995 |
| 12        | 04 tháng 02 1935–23 tháng 01 1936 | Mộc Âm          | 乙                       | 亥                  | yǐ-hài                      | Lợn               | 31 tháng 01 1995–18 tháng 02 1996 |
| 13        | 24 tháng 01 1936–10 tháng 02 1937 | Hoả Dương       | 丙                       | 子                  | bǐng-zǐ                     | Chuột             | 19 tháng 02 1996–06 tháng 02 1997 |
| 14        | 11 tháng 02 1937–30 tháng 01 1938 | Hoả Âm          | 丁                       | 丑                  | dīng-chǒu                   | Trâu              | 07 tháng 02 1997–27 tháng 01 1998 |
| 15        | 31 tháng 01 1938–18 tháng 02 1939 | Thổ Dương       | 戊                       | 寅                  | wù-yín                      | Hổ                | 28 tháng 01 1998–15 tháng 02 1999 |
| 16        | 19 tháng 02 1939–07 tháng 02 1940 | Thổ Âm          | 己                       | 卯                  | jǐ-mǎo                      | Thỏ               | 16 tháng 02 1999–04 tháng 02 2000 |
| 17        | 08 tháng 02 1940–26 tháng 01 1941 | Kim Dương       | 庚                       | 辰                  | gēng-chén                   | Rồng              | 05 tháng 02 2000–23 tháng 01 2001 |
| 18        | 27 tháng 01 1941–14 tháng 02 1942 | Kim Âm          | 辛                       | 巳                  | xīn-sì                      | Rắn               | 24 tháng 01 2001–11 tháng 02 2002 |
| 19        | 15 tháng 02 1942–04 tháng 02 1943 | Thuỷ Dương      | 壬                       | 午                  | rén-wǔ                      | Ngựa              | 12 tháng 02 2002–31 tháng 01 2003 |
| 20        | 05 tháng 02 1943–24 tháng 01 1944 | Thuỷ Âm         | 癸                       | 未                  | guǐ-wèi                     | Dê                | 01 tháng 02 2003–21 tháng 01 2004 |
| 21        | 25 tháng 01 1944–12 tháng 02 1945 | Mộc Dương       | 甲                       | 申                  | jiǎ-shēn                    | Khỉ               | 22 tháng 01 2004–08 tháng 02 2005 |
| 22        | 13 tháng 02 1945–01 tháng 02 1946 | Mộc Âm          | 乙                       | 酉                  | yǐ-yǒu                      | Gà                | 09 tháng 02 2005–28 tháng 01 2006 |
| 23        | 02 tháng 02 1946–21 tháng 01 1947 | Hoả Dương       | 丙                       | 戌                  | bǐng-xū                     | Chó               | 29 tháng 01 2006–17 tháng 02 2007 |
| 24        | 22 tháng 01 1947–09 tháng 02 1948 | Hoả Âm          | 丁                       | 亥                  | dīng-hài                    | Lợn               | 18 tháng 02 2007–06 tháng 02 2008 |
| 25        | 10 tháng 02 1948–28 tháng 01 1949 | Thổ Dương       | 戊                       | 子                  | wù-zǐ                       | Chuột             | 07 tháng 02 2008–25 tháng 01 2009 |
| 26        | 29 tháng 01 1949–16 tháng 02 1950 | Thổ Âm          | 己                       | 丑                  | jǐ-chǒu                     | Trâu              | 26 tháng 01 2009–13 tháng 02 2010 |
| 27        | 17 tháng 02 1950–05 tháng 02 1951 | Kim Dương       | 庚                       | 寅                  | gēng-yín                    | Hổ                | 14 tháng 02 2010–02 tháng 02 2011 |
| 28        | 06 tháng 02 1951–26 tháng 01 1952 | Kim Âm          | 辛                       | 卯                  | xīn-mǎo                     | Thỏ               | 03 tháng 02 2011–22 tháng 01 2012 |
| 29        | 27 tháng 01 1952–13 tháng 02 1953 | Thuỷ Dương      | 壬                       | 辰                  | rén-chén                    | Rồng              | 23 tháng 01 2012–09 tháng 02 2013 |
| 30        | 14 tháng 02 1953–02 tháng 02 1954 | Thuỷ Âm         | 癸                       | 巳                  | guǐ-sì                      | Rắn               | 10 tháng 02 2013–30 tháng 01 2014 |
| 31        | 03 tháng 02 1954–23 tháng 01 1955 | Mộc Dương       | 甲                       | 午                  | jiǎ-wǔ                      | Ngựa              | 31 tháng 01 2014–18 tháng 02 2015 |
| 32        | 24 tháng 01 1955–11 tháng 02 1956 | Mộc Âm          | 乙                       | 未                  | yǐ-wèi                      | Dê                | 19 tháng 02 2015–07 tháng 02 2016 |
| 33        | 12 tháng 02 1956–30 tháng 01 1957 | Hoả Dương       | 丙                       | 申                  | bǐng-shēn                   | Khỉ               | 08 tháng 02 2016–27 tháng 01 2017 |
| 34        | 31 tháng 01 1957–17 tháng 02 1958 | Hoả Âm          | 丁                       | 酉                  | dīng-yǒu                    | Gà                | 28 tháng 01 2017–15 tháng 02 2018 |
| 35        | 18 tháng 02 1958–07 tháng 02 1959 | Kim Dương       | 戊                       | 戌                  | wù-xū                       | Chó               | 16 tháng 02 2018–04 tháng 02 2019 |
| 36        | 08 tháng 02 1959–27 tháng 01 1960 | Kim Âm          | 己                       | 亥                  | jǐ-hài                      | Lợn               | 05 tháng 02 2019–24 tháng 01 2020 |
| 37        | 28 tháng 01 1960–14 tháng 02 1961 | Yang Kim        | 庚                       | 子                  | gēng-zǐ                     | Chuột             | 25 tháng 01 2020–11 tháng 02 2021 |
| 38        | 15 tháng 02 1961–04 tháng 02 1962 | Yin Kim         | 辛                       | 丑                  | xīn-chǒu                    | Trâu              | 12 tháng 02 2021–31 tháng 01 2022 |
| 39        | 05 tháng 02 1962–24 tháng 01 1963 | Yang Thuỷ       | 壬                       | 寅                  | rén-yín                     | Hổ                | 01 tháng 02 2022–21 tháng 01 2023 |
| 40        | 25 tháng 01 1963–12 tháng 02 1964 | Yin Thuỷ        | 癸                       | 卯                  | guǐ-mǎo                     | Thỏ               | 22 tháng 01 2023–09 tháng 02 2024 |
| 41        | 13 tháng 02 1964–01 tháng 02 1965 | Yang Mộc        | 甲                       | 辰                  | jiǎ-chén                    | Rồng              | 10 tháng 02 2024–28 tháng 01 2025 |
| 42        | 02 tháng 02 1965–20 tháng 01 1966 | Yin Mộc         | 乙                       | 巳                  | yǐ-sì                       | Rắn               | 29 tháng 01 2025–16 tháng 02 2026 |
| 43        | 21 tháng 01 1966–08 tháng 02 1967 | Yang Hoả        | 丙                       | 午                  | bǐng-wǔ                     | Ngựa              | 17 tháng 02 2026–05 tháng 02 2027 |
| 44        | 09 tháng 02 1967–29 tháng 01 1968 | Yin Hoả         | 丁                       | 未                  | dīng-wèi                    | Dê                | 06 tháng 02 2027–25 tháng 01 2028 |
| 45        | 30 tháng 01 1968–16 tháng 02 1969 | Yang Thổ        | 戊                       | 申                  | wù-shēn                     | Khỉ               | 26 tháng 01 2028–12 tháng 02 2029 |
| 46        | 17 tháng 02 1969–05 tháng 02 1970 | Yin Thổ         | 己                       | 酉                  | jǐ-yǒu                      | Gà                | 13 tháng 02 2029–02 tháng 02 2030 |
| 47        | 06 tháng 02 1970–26 tháng 01 1971 | Yang Kim        | 庚                       | 戌                  | gēng-xū                     | Chó               | 03 tháng 02 2030–22 tháng 01 2031 |
| 48        | 27 tháng 01 1971–14 tháng 02 1972 | Yin Kim         | 辛                       | 亥                  | xīn-hài                     | Lợn               | 23 tháng 01 2031–10 tháng 02 2032 |
| 49        | 15 tháng 02 1972–03 tháng 02 1973 | Yang Thuỷ       | 壬                       | 子                  | rén-zǐ                      | Chuột             | 11 tháng 02 2032–30 tháng 01 2033 |
| 50        | 04 tháng 02 1973–22 tháng 01 1974 | Yin Thuỷ        | 癸                       | 丑                  | guǐ-chǒu                    | Trâu              | 31 tháng 01 2033–18 tháng 02 2034 |
| 51        | 23 tháng 01 1974–10 tháng 02 1975 | Yang Mộc        | 甲                       | 寅                  | jiǎ-yín                     | Hổ                | 19 tháng 02 2034–07 tháng 02 2035 |
| 52        | 11 tháng 02 1975–30 tháng 01 1976 | Yin Mộc         | 乙                       | 卯                  | yǐ-mǎo                      | Thỏ               | 08 tháng 02 2035–27 tháng 01 2036 |
| 53        | 31 tháng 01 1976–17 tháng 02 1977 | Yang Hoả        | 丙                       | 辰                  | bǐng-chén                   | Rồng              | 28 tháng 01 2036–14 tháng 02 2037 |
| 54        | 18 tháng 02 1977–06 tháng 02 1978 | Yin Hoả         | 丁                       | 巳                  | dīng-sì                     | Rắn               | 15 tháng 02 2037–03 tháng 02 2038 |
| 55        | 07 tháng 02 1978–26 tháng 01 1979 | Yang Thổ        | 戊                       | 午                  | wù-wǔ                       | Ngựa              | 04 tháng 02 2038–23 tháng 01 2039 |
| 56        | 27 tháng 01 1979–15 tháng 02 1980 | Yin Thổ         | 己                       | 未                  | jǐ-wèi                      | Dê                | 24 tháng 01 2039–11 tháng 02 2040 |
| 57        | 16 tháng 02 1980–04 tháng 02 1981 | Yang Kim        | 庚                       | 申                  | gēng-shēn                   | Khỉ               | 12 tháng 02 2040–31 tháng 01 2041 |
| 58        | 05 tháng 02 1981–24 tháng 01 1982 | Yin Kim         | 辛                       | 酉                  | xīn-yǒu                     | Gà                | 01 tháng 02 2041–21 tháng 01 2042 |
| 59        | 25 tháng 01 1982–12 tháng 02 1983 | Yang Thuỷ       | 壬                       | 戌                  | rén-xū                      | Chó               | 22 tháng 01 2042–09 tháng 02 2043 |
| 60        | 13 tháng 02 1983–01 tháng 02 1984 | Yin Thuỷ        | 癸                       | 亥                  | guǐ-hài                     | Lợn               | 10 tháng 02 2043–29 tháng 01 2044 |